# Christian Sigrist
Christian Sigrist (* 25. März 1935 in St. Blasien; † 14. Februar 2015 in Münster) war ein deutscher Ethnologe und Soziologe.

## Leben
1935 wurde sein Vater, der nach der Schließung von Salem wegen „jüdischer Versippung“ mit einem Berufsverbot belegt war, am Kolleg St. Blasien als Philologe angestellt. Von September 1946 bis Dezember 1947 war Christian Sigrist dort Internatsschüler. In einem Interview schilderte er ein Klima der Repression, Prüderie und Gewalt. Auch habe es eine antisemitische Grundstimmung gegeben. Mit „Wir sind hier doch nicht in einer Judenschule!“ wurde zur Ordnung gerufen.

## Laufbahn
Christian Sigrist wurde 1965 mit seiner Dissertation über Segmentäre Gesellschaften promoviert. Von 1971 bis zur Emeritierung am Ende des Wintersemesters 1999/2000 lehrte Sigrist als Professor für Soziologie an der Universität Münster.
Während seiner wissenschaftlichen Karriere unternahm er Feldforschungen in Afghanistan und Guinea-Bissau und veröffentlichte zahlreiche Artikel und Reportagen zu Problemen der Dritten Welt. Schwerpunkt seiner Arbeiten zur Gesellschaftstheorie waren nach eigener Aussage die „Kritik von Herrschaftsverhältnissen und ihrer Rechtfertigung durch liberale Ideologen (Dahrendorf) und Systemtheoretiker (Luhmann)“. Außerdem forschte er zu Übergangsgesellschaften, Befreiungsbewegungen, Agrar-, Rechts- und Entwicklungssoziologie.
Seit 1978 war Christian Sigrist als agrarsoziologischer Berater des kap-verdischen Ministers für ländliche Entwicklung tätig. Ferner war er 1986 Sachverständiger beim Afghanistan-Hearing des Auswärtigen Ausschusses des Deutschen Bundestages. Zudem wirkte er als Organisator eines israelisch-palästinensisch-deutschen Symposiums über „Perspektiven der Koexistenz“.

## Ansichten
Sigrist verteidigte Ulrike Meinhof nach deren Zustimmung zum Anschlag des Schwarzen September 1972 in München gegen Vorwürfe des Antisemitismus. Er engagierte sich in Solidaritätskomitees und veröffentlichte einen Aufsatz über die Sympathie der Dritten Welt mit den Militanten in der Ersten Welt in der Zeitschrift Kursbuch unter dem Titel Folter in der BRD.
Sigrist äußerte nach dem 11. September 2001 in der anarchistischen Monatszeitung Contraste Kritik an der amerikanischen Politik:

„Das ist keine Rechtfertigung, das ist auch keine Gleichgültigkeit gegenüber dem Leid der Menschen, aber die Brutalität, welche der amerikanische Imperialismus weltweit verübt, schlägt auf ihn zurück.“

Zudem forderte er in demselben Interview die US-amerikanische Regierung auf, weniger jüdische und mehr arabische Politiker in der Nahost-Politik einzusetzen, um Vertrauen aufzubauen. Contraste distanzierte sich eine Ausgabe später von den Aussagen Sigrists, da diese „offene antisemitische Aussagen“ beinhalteten.

## Veröffentlichungen
Autor
- Über das Fehlen und die Entstehung von Zentralinstanzen in segmentären Gesellschaften. In: Zeitschrift für Ethnologie, Band XXXVII (37), Nr. 2, 1962.
- Segmentäre Gesellschaften. Dissertation. Freiburg i. Br. 1965.
- Regulierte Anarchie. Untersuchungen zum Fehlen und zur Entstehung politischer Herrschaft in segmentären Gesellschaften Afrikas. (Texte und Dokumente zur Soziologie. Studien des Instituts für Soziologie. Hrsg. von Heinrich Popitz.) Walter, Olten u. Freiburg i. Br. 1967 ISBN 3-434-46216-3.
- Imperialismus. Provokation und Repression. In: Kursbuch, Nr. 32, 1973, Folter in der BRD: Zur Situation der Politischen Gefangenen.
- Strukturdifferenzen der Agrarrevolution in Rußland und China. Mit Amano. In: P. Hennicke und Ernest Mandel (Hrsg.): Probleme des Sozialismus und der Übergangsgesellschaften. Suhrkamp, Frankfurt am Main 1973.
- Probleme des demokratischen Neuaufbaus in Guinea-Bissao und auf den Kapverdischen Inseln. 1977.
- Gesellschaften ohne Staat und die Entdeckungen der 'social anthropology' . In: Fritz W. Kramer u. Christian Sigrist (Hrsg.): Gesellschaften ohne Staat, Band 1, 1978, S. 28ff.
- Akephale politische Systeme und nationale Befreiung. In: J. H. Grevemeyer (Hrsg.): Traditionelle Gesellschaften und europäischer Kolonialismus, Frankfurt am Main, 1981.
- Wissenschaft. Widerstand und Autorität. Widerspruch Verlag 1981.
- Regulierte Anarchie. Eine Anthropologie herrschaftsfreien Zusammenlebens. In: Kindlers Enzyklopädie: Der Mensch. Band 8, München, 1984, S. 108–125.
- Das Rußlandbild des Marquis de Custine. Von der Civilisationskritik zur Russlandfeindlichkeit. Lang, Frankfurt 1990, ISBN 3-631-40576-6.
- Primärer Egalitarismus horizontaler Gesellschaften und etatischer Sozialismus. In: Richard Faber (Hrsg.): Sozialismus in Geschichte und Gegenwart, Königshausen & Neumann, Würzburg 1994.
- Ethnizität als Selbstorganisation. In: Reinhart Kößler und Tilman Schiel (Hrsg.): Nationalstaat und Ethnizität. IKO-Verlag für Interkulturelle Kommunikation, Frankfurt am Main 1994, S. 45–56.
- Segmentary Societies. In: Bernhard Streck (Hrsg.): Segmentation und Komplementarität, Orientwissenschaftliche Hefte, Band 14, 2004.

Herausgeber
- Indien. Bauernkämpfe: Die Geschichte einer verhinderten Entwicklung von 1757 bis heute. Mit Amalendu Guha, Gerhard Hauck u. Sarma V. Marla. Wagenbach, Berlin 1976.
- Gesellschaften ohne Staat. Mit Fritz W. Kramer.
  - Band 1: Gleichheit und Gegenseitigkeit. Syndikat, Frankfurt am Main 1978.
  - Band 2: Genealogie und Solidarität. Syndikat, Frankfurt am Main 1978.
- Ethnologische Texte zum Alten Testament. Mit Rainer Neu.
  - Band 1: Vor- und Frühgeschichte Israels. Neukirchener Verlag, Neukirchen-Vluyn 1989.
  - Band 2: Neukirchener Verlag, Neukirchen-Vluyn 1997.
- Macht und Herrschaft. Ugarit, Münster 2004.
- Prospects of Israeli-Palestinian Co-Existence. Mit U. Klein, Lit Verlag, 1996.

## Festschriften
- Christine Idems u. Matthias Schoormann (Hrsg.): Soziologie im Minenfeld. Zum 65. Geburtstag von Christian Sigrist. LIT-Verlag, Münster 2000 ISBN 3-8258-4676-8.
- Gunter Best u. Reinhart Kossler (Hrsg.): Subjekte und Systeme. Soziologische und Anthropologische Annäherungen. Festschrift für Christian Sigrist zum 65. Geburtstag. IKO-Verlag für Interkulturelle Kommunikation, Frankfurt am Main 2000 ISBN 3-88939-532-5.